# خوی حیوانی
خوی حیوانی (به انگلیسی: Brute Force) فیلمی به کارگردانی جولز داسین، نویسندگی ریچارد بروکز، تهیه‌کنندگی مارک هلینگر و بازیگری برت لنکستر ساخته سال ۱۹۴۷ میلادی است.